# Max-Born-Institut für Nichtlineare Optik und Kurzzeitspektroskopie
Das Max-Born-Institut für Nichtlineare Optik und Kurzzeitspektroskopie (MBI) ist eine Forschungseinrichtung, die unter der Trägerschaft des Forschungsverbundes Berlin e. V. (FVB) steht und Mitglied der Wissenschaftsgemeinschaft Gottfried Wilhelm Leibniz (WGL) ist. Das Institut hat seinen Sitz in Berlin-Adlershof, seine Forschungsaktivitäten sind der Grundlagenforschung dem Fach Naturwissenschaft und den Gebieten der Physik und der Optik zuzuordnen.

## Geschichte

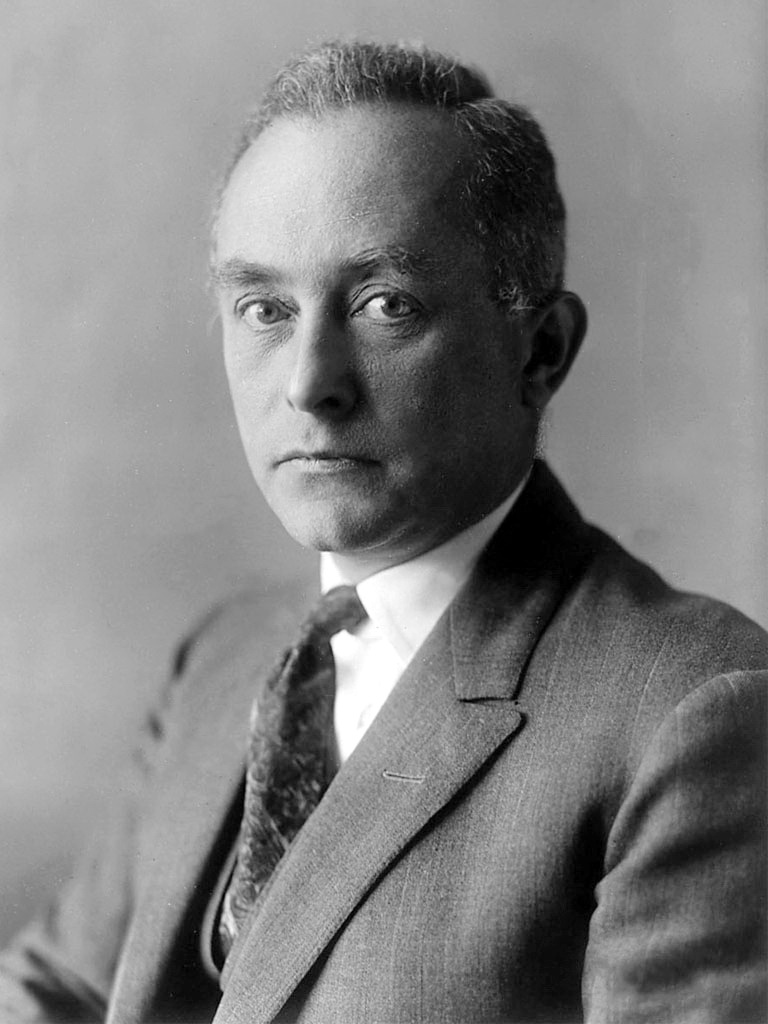
Max Born

Das Institut ist aus Teilen des „Zentralinstituts für Optik und Spektroskopie“ (ZOS) der Akademie der Wissenschaften der DDR hervorgegangen. Auf Grund einer Empfehlung des Wissenschaftsrates wurde das Institut am 1. Januar 1992 neu gegründet. Die offizielle Eröffnung fand am 22. Oktober 1993 statt.
Das Max-Born-Institut ist ein Institut der Leibniz-Gemeinschaft. Es ist Teil des Leibniz Forschungsverbund Berlin e. V.
Das Institut ist benannt nach dem Mathematiker und Physiker Max Born (1882–1970), der 1954 den Nobelpreis für Physik für seine grundlegenden Forschungen in der Quantenmechanik sowie seine Gittertheorie der Kristalle erhielt.

## Aufgaben
Satzungsgemäß betreibt das MBI Grundlagenforschung auf dem Gebiet der Nichtlinearen Optik und Kurzzeitspektroskopie sowie bei der Wechselwirkung von Materie mit Laserlicht vom Infrarot bis in den Röntgenspektralbereich und verfolgt daraus resultierende Anwendungsaspekte. Komplementäre Untersuchungen wie der kombinierte Einsatz von Lasern mit Synchrotronstrahlung sollen das wissenschaftliche Programm ergänzen.
Das Institut verfolgt dabei die Schwerpunkte:
- Erforschung und Entwicklung neuer Quellen für ultrakurze und ultraintensive Laserpulse;
- Entwicklung von lasergetrieben Sekundärquellen weicher und harter Röntgenstrahlung
- Interdisziplinäre Anwendungen in der Grundlagenforschung und im Vorfeld künftiger Schlüsseltechnologien;
- Bereitstellung von Lasersystemen, Messtechnik und Know-how für externe Nutzer.
- Anwendung von Lasersystemen und Sekundärquellen in den Bereichen der Ultrakurzzeit- und Präzisionsphysik.

Das MBI nimmt eine wichtige Stellung für die Entwicklung von Laserquellen für ultrakurze und hochintensive Lichtpulse, darauf basierender Sekundärquellen kurzwelliger Strahlung sowie deren Anwendung in der Forschung ein. Es hat eigene Hochleistungs- und Kurzpulslasersysteme entwickelt, die Anschluss an die internationale Leistungsspitze haben. Mit diesen speziellen Lasersystemen und z. T. sich direkt daran anschließenden Experimentiereinrichtungen steht eine experimentelle Ausstattung zur Verfügung, die in Applikationslaboren Kooperationspartnern sowie externen Nutzern zugänglich ist.

## Kooperationen
Das MBI hat drei Kooperationsverträge mit den Berliner Universitäten Humboldt-Universität, Freie Universität und Technische Universität abgeschlossen. Weitere Verträge regeln die Zusammenarbeit mit der Berliner Elektronenspeicherring-Gesellschaft für Synchrotronstrahlung GmbH (BESSY, seit 2009 Teil des Helmholtz-Zentrum Berlin für Materialien und Energie), mit der Stiftung Deutsches Elektronen-Synchrotron (DESY), Hamburg, der Physikalisch-Technischen Bundesanstalt (PTB), Berlin, der Colorado State University sowie mehreren Firmen und weiteren Forschungseinrichtungen.

## Infrastruktur
Das MBI wird durch ein Direktorium geleitet, das aus den drei Direktoren der wissenschaftlichen Bereiche besteht und die jeweils mit einer der drei Berliner Universitäten gemeinsam berufen wurden. Die Direktoren sind Marc Vrakking, Stefan Eisebitt (geschäftsführender Direktor) und Nathalie Picqué (Stand Juni 2024).
Im Institut arbeiten etwa 190 Personen.
Der Gesamtetat des Instituts liegt bei 25,5 Millionen Euro, davon wurden rund 20,8 Millionen Euro im Rahmen der Grundfinanzierung je zur Hälfte vom Bund (BMBF) und von den Ländern getragen (Stand 31. Dezember 2023).
Die acht Gebäude des MBI haben eine nutzbare Gesamtfläche von 7.473 m² für Büros und Labors.